# Auvent
Un auvent est un petit toit en saillie qui sert à protéger une fenêtre ou une porte de la pluie ou du vent. L'auvent peut être aussi bien en toile que dans un matériau dur. Sa partie externe peut être portée par des potelets. 
En fonction du matériau, l'auvent porte un nom différent :
- s'il est en toile épaisse, c'est une banne ;
- s'il est vitré, c'est une marquise.

Les caravanes peuvent être équipées d'un auvent en tissu placé contre la face latérale, côté porte. Une version sans façade, la solette, existe pour les camping-cars et caravanes.